# Presó de dones de Ventas
La Presó de dones de Ventas va ser una presó femenina de Madrid. La primera pedra va ser coŀlocada el 1931 i la inauguració oficial es va fer el 1933, durant la Segona República Espanyola. Va ser ideada per la destacada feminista Victoria Kent, primera directora general de Presons i va estar en funcionament fins al 1969.
El projecte contemplava una presó model per a dones, que havia de substituir les anomenades «galeres» o dipòsits de preses, sense cap condició higiènica. Amb la presó de Ventas, Kent es va proposar dignificar la condició de les recluses, de cara a llur reinserció. Durant la inauguració, a la primera mitja hora, ja es va produir un part, que va ser atès per la llevadora funcionària Catalina Mayoral Arroyo.
Amb l'esclat de la Guerra civil, la presó es va buidar de dones i va ser habilitada per acollir presos d'altres centres, les dones van ser traslladades a la galera del carrer Quiñones i al Convent de les Caputxines, a la plaça del Conde de Toreno, a l'Asil de Sant Rafael i d'altres. Hi van tornar l'agost de 1937, quan es van evacuar els presos masculins, alguns dels quals van ser afusellats a Aravaca, Paracuellos i Torrejón de Ardoz. Un cop acabada la Guerra Civil, la dictadura franquista va convertir novament la presó en un magatzem de dones i criatures amuntegades en pèssimes condicions. L'espai que havia sigut projectat per a un nombre de 450 persones, va superar les 4.000.
Entre les recluses més conegudes hi havia Maria de la Purificación de la Aldea  (que abans havia treballat a la presó com a funcionària republicana, igual que la llevadora Catalina Mayoral Arroyo), Les Tretze Roses, Matilde Landa Vaz, Adelaida Abarca Izquierdo, María del Carmen Cuesta Rodríguez, Ángeles García Madrid, Manolita del Arco,Trinidad Gallego, Petra Cuevas, Juana Doña, Nieves Torres,Justa Freire, Fidela Fernández de Velasco Pérez, Maria Luisa Rendón, Cecilia Cerdeño Cifuentes,etc.
La presó de Ventas, situada a l'actual carrer del Marquès de Mondéjar, va romandre oberta fins al 1969, any en què va ser enderrocada per construir habitatges. La seva desaparició va suposar la destrucció d'un dels edificis més emblemàtics de l'arquitectura racionalista de Madrid.

## Reconeixements
El 2019, l'Ajuntament de Madrid, amb Manuela Carmena al capdavant, va inaugurar una zona verda, situada entre els números 27 i 29 del carrer Rufino Blanco, xamfrà amb carrer de Ramón Aguinaga, amb el nom de Jardins de les dones de Ventas, com a record i homenatge a les captives de l'antiga presó femenina.

## Memòria històrica
El 1967, Mercedes Núñez Targa, ex-presa republicana, va escriure el llibre Cárcel de Ventas, en el qual va donar fe de com era aquella presó, a partir de les seves vivències.
Tomasa Cuevas, va dedicar anys de la seva vida a recórrer Espanya per recollir centenars de testimonis d'ex-preses que va plasmar en el seu segon llibre, dedicat a les presons de Ventas, Antiga Presó de Segòvia i la Presó de dones de Les Corts.
El 1982, Ángeles García Madrid va publicar el llibre Réquiem por la libertad, prologat per Acacia Uceta, en el qual recordava la seva estada a la presó.
El 2017, la Conselleria del Districte de Salamanca de l'Ajuntament de Madrid, va impulsar, a mode d'homenatge, la creació d'un portal web que aplegava informació, documentació i testimonis de diverses preses. Malauradament, el projecte va ser abandonat en accedir a l'alcaldia el Partit Popular, tot i que l'historiador Fernando Hernández Holgado, amb el suport de la Fundació Rosa Luxemburgo, va aconseguir el trasllat del material històric i els continguts a un web independent que pot ser consultat, i es continuen realitzant jornades d'estudi, investigació i memòria històrica.